# Шато-Руж
Шато́-Руж (фр. Château-Rouge) — коммуна во французском департаменте Мозель региона Лотарингия. Относится к кантону Бузонвиль.

## Географическое положение
Шато-Руж расположен в 36 км к северо-востоку от Меца. Соседние коммуны: Вёльфлен-ле-Бузонвиль на северо-востоке, Вийен и Бервиллер-ан-Мозель на востоке, Ремерен на юго-востоке, Обердорф и Тромборн на юге, Бреттнаш на юго-западе, Альзен, Водрешен и Бузонвиль на западе.

## История
- Коммуна бывшего герцогства Лотарингия.
- Сеньорат принадлежал роду Родендорф в XIV века, родам Меттерних и Эльц вплоть до XVIII века.

## Демография
По переписи 2008 года в коммуне проживало 222 человека.	

## Достопримечательности
- Развалины замка XIV века.
- Церковь Сен-Морис 1828 года.